# Reinhard Breuer
Reinhard Breuer (* 1946) ist ein deutscher Astrophysiker und Wissenschaftsjournalist.
Breuer studierte Physik und Mathematik an der Universität Würzburg, der University of Michigan in Ann Arbor, der University of Maryland in College Park und der Universität Oxford. Dort wurde er 1974 promoviert über Gravitationsstrahlung bei Schwarzen Löchern. Danach war er sechs Jahre als Post-Doktorand am Max-Planck-Institut für Astrophysik in Garching bei München, wobei er schon anfing sich dem Wissenschaftsjournalismus zuzuwenden, und habilitierte sich an der Ludwig-Maximilians-Universität München. Er war Pressesprecher des MPI für Plasmaphysik, Wissenschaftsredakteur bei Geo und bei Daimler-Benz in der Abteilung Technologiekommunikation in Stuttgart. 1998 wurde er Chefredakteur von Spektrum der Wissenschaft, was er bis 2010 blieb. Von 2014 bis 2018 war er Mitglied im Rat für Informationsinfrastrukturen.

## Schriften
- Pfeile der Zeit. Über das Fundamentale in der Natur, Ullstein 1987
- mit Hans Lechleitner Der lautlose Schlag, Ullstein 1983
- Das anthropische Prinzip, Ullstein 1997 (zuerst Meyster Verlag 1981)
- Gravitational perturbation theory and synchrotron radiation, Lecture Notes in Physics 44, Springer Verlag 1975
- Kontakt mit den Sternen, Umschau Verlag 1978
- Herausgeber Der Flügelschlag des Schmetterlings. Ein neues Weltbild durch die Chaosforschung, DVA 1993